# Jaume Desplà
Jaume Desplà (ca. 1357 - 25 de juny de 1423) va ser un notari i el primer arxiver de l'Arxiu del Regne de València.
Fou nomenat notari a València el 14 de febrer de 1382. A diferència del que era comú fins aleshores, quan els notaris eren normalment fills de notaris, Desplà no sembla que el seu parentesc es relacionés amb personatges pertanyents a classes acomodades. Tot al contrari, el seu pare, Bernat Desplà, era taverner. Desplà fou un escrivà amb una extensa cultura, però també un funcionari fidel.
Després de la creació de l'Arxiu del Regne de València el 13 de setembre de 1419, Desplà es va convertir en el primer a ocupar el càrrec d'arxiver de la institució. Desplà exercia, aleshores com a escrivà del Consell de la ciutat de València, un càrrec en el qual havia succeït a Bertomeu de Vilalba, qui encapçalà l'Escrivania municipal durant més de trenta anys, i que segurament exercí com un dels mestres de Desplà en aquest ofici. Anteriorment, el 1412, estigué a la vila de Casp com a escrivà de les sessions que s'hi succeïren per a triar un nou rei per a la Corona d'Aragó, a més de ser un dels subscriptors de la sentència final del 28 de juny. El càrrec d'escrivà del Consell, fins a la creació de l'Arxiu Reial, era el càrrec més important del Regne de Valencia a nivell de gestió documental.